# خوری‌آباد (بانه)
خوری‌آباد (بانه)، روستایی از توابع بخش ننور شهرستان بانه در استان کردستان ایران است.

## جمعیت
این روستا در دهستان ننور قرار دارد و براساس سرشماری مرکز آمار ایران در سال ۱۳۸۵، جمعیت آن ۵۳۶ نفر (۹۸خانوار) بوده‌است.